# Горностаев, Григорий Гаврилович
Григорий Гаврилович Горностаев (6 августа 1929, Первое Тарлаково, Кузнецкий район, Средневолжская область — 7 февраля 1997, Воронеж) — советский футболист, выступавший на позиции нападающего, и футбольный тренер. Сыграл 29 матчей и забил 2 гола в высшей лиге СССР. Заслуженный тренер РСФСР (1992).

## Биография
Начинал играть в футбол в юношеской команде кузнецкого «Спартака», а с 16-летнего возраста выступал за его взрослую команду в чемпионате Пензенской области. В 1949 году забил два гола в финальном матче чемпионата области против пензенского «Спартака» (2:4), после этого тренер пензенцев Серафим Соколов пригласил его в команду, в которой футболист отыграл пол-сезона в классе «Б». Забил гол в дебютной игре за новую команду, на выезде против ижевского «Зенита».
В 1950 году перешёл в куйбышевские «Крылья Советов», выступавшие в классе «А». В первом сезоне выступал только за дубль. Дебютный матч за основную команду сыграл 23 сентября 1951 года против киевского «Динамо». 26 мая 1953 года забил свой первый гол в высшей лиге в ворота московского «Локомотива». В 1953 году стал финалистом Кубка СССР, в финальном матче не играл, а в полуфинале забил один из голов в ворота московского «Локомотива». Всего в высшей лиге за куйбышевскую команду сыграл 29 матчей и забил 2 гола.
В дальнейшем выступал за команды класса «Б» — воронежские «Крылья Советов», запорожский «Металлург», «Шинник», ижевский «Зенит». В составе «Шинника» забил 5 голов в матче против команды Пензы (8:0). В конце карьеры был играющим тренером воронежской «Энергии». Отличался мощным ударом.
После окончания игровой карьеры стал тренером, окончил Высшую школу тренеров. Возглавлял владикавказский «Спартак», иркутский «Аэрофлот», команды Воронежа. Также был начальником команды «Факел» и много лет работал в Воронеже детским тренером. Непродолжительное время возглавлял сборные Гвинеи-Бисау и Сирии.
Скончался 7 февраля 1997 года в Воронеже на 68-м году жизни. Похоронен на Левобережном кладбище.

## Личная жизнь
Брат Иван (1928—1967) тоже был футболистом, в ряде команд играл вместе с Григорием. Самый старший брат, Дмитрий, тоже в детстве занимался футболом, но погиб на фронте во время войны.
Супруга Вера, три дочери. Одна из дочерей, Марина Григорьевна Литвинова — мастер спорта международного класса по акробатике, заслуженный тренер России.